# Gallus Maria Manser
Gallus Maria Manser OP (* 25. Juni 1866 in Brülisau im Bezirk Rüte als Joseph Anton Manser; † 20. Februar 1950 in Freiburg) war ein Schweizer Philosoph und katholischer Theologe.

## Leben und Wirken
Gallus Maria Manser, 1866 als Sohn des Bezirksrichters Josef Manser geboren, erwarb 1894 den akademischen Grad Dr. theol. 1897 trat Manser in den Dominikanerorden ein. In den Jahren 1899 bis 1942 lehrte Manser als Professor für Logik, Ontologie und Geschichte der mittelalterlichen Philosophie an der Universität Freiburg, an der er zwischen 1914 und 1918 auch als Rektor eingesetzt wurde. Gallus Maria Manser verstarb 1950 im Alter von 83 Jahren in Freiburg.
Mansers philosophisch-theologisches Hauptwerk vertritt die These, dass die aristotelische Lehre von Akt und Potenz, wie sie Thomas von Aquin neu interpretiert und modifiziert hat, das "Wesen des Thomismus" ausmache. Manser ist ein Vertreter der philosophiegeschichtlichen These, mit dem 14. Jahrhundert trete das scholastische Denken in eine Krise. In thomistischer Tradition vertritt Manser eine bleibende Bedeutung des Naturrechts.

## Werk (Auswahl)
- Das Wesen des Thomismus. 1932, 3. Auflage 1949.
- Die Geisteskrise des XIV. Jahrhunderts: Rede gehalten am 16. November 1914, Freiburg (Schweiz) 1914.